# Cresta Fanning
La cresta Fanning (en inglés: Fanning Ridge) (54°20′S 37°2′O / -54.333, -37.033) es una cresta prominente y rocosa, de 9 kilómetros de largo, paralela a la costa sur de la isla San Pedro entre punta Aspasia y el lado oeste de la Bahía Newark. El sitio fue nombrado por el Comité Antártico de Lugares Geográficos del Reino Unido, a raíz de su asignación por la Encuesta de las Georgias del Sur en 1951/52, por el capitán Edmund Fanning proveniente de Stonington, Connecticut, quien con el Aspasia obtuvo 57.000 pieles de lobos finos en San Pedro entre 1800 y 1801, siendo el más antiguo en la isla.
La isla San Pedro es administrada por el Reino Unido como parte del territorio de ultramar de las Islas Georgias del Sur y Sandwich del Sur, pero también es reclamada por la República Argentina que la considera parte del Departamento Islas del Atlántico Sur dentro de la provincia de Tierra del Fuego, Antártida e Islas del Atlántico Sur.